# Bandurria
A bandurria spanyol népi pengetős hangszer, a lantfélék hangszercsaládjának tagja, főként az aragóniai és a kasztíliai népzenében használatos.
A modern bandurria teste körte alakú, nyaka rövid, háta lapos, hat dupla fémhúrja van. Különböző méretekben és hangolásban létezik (szoprán, kontraalt, tenor, basszus és kontrabasszus), de a köznyelvben csak a legmagasabb hangút hívják bandurriának, a mélyebb hangúakat laúdnak. A bandurriát pengetővel szólaltatják meg.
A bandurria elnevezésének forrása a ’húros hangszer’ jelentésű sumer pan-tur. A görögbe ez pandura (πανδοῦρα) néven került be, ami egy háromhúros lantféle hangszer neve volt, innen pedig a latinba mint PANDURA vagy később PANDURIUM. A bandurria hangszerészeti szempontból a ciszter és a gitár rokona.
A bandurria spanyol nagymesterei Félix de Santos, Araceli Yustas, Pedro Chamorro és Manuel Grandío.